# غرفة مارفن (فلم)
غرفة مارفين (بالإنجليزية: Marvin's Room) هو فيلم أمريكي أنتج عام 1996 من إخراج جيري زاكس وبطولة كل من روبرت دي نيرو، ميريل ستريب، ليوناردو دي كابريو، وديان كيتون.

## القصة
الفيلم مقتبس عن الرواية التي تحمل نفس الاسم (غرفة مارفن) يدور حول سمسارة عقارات مدمنة للكحوليات، التي تقوم بدروها "ميريل ستريب"، تقع في غرام صديقها الصريح (روبرت دي نيرو). جدير بالذكر أن "مايكل كانينغهام"، الكاتب الفائز بجائزة "بوليترز"، هو من قام باقتباس قصة الفيلم من رواية الكاتبة ان ليري.

ويعد ذلك الفيلم رابع تعاون بين النجمين حيث كان أول تعاون عام 1978 في الفيلم الدرامي The Deer Hunter والأخير كان عام 1996 في فيلم Marvin's Room.

رشحت الممثلة ديان كيتون لجائزة الأوسكار لأفضل ممثلة عن دورها في الفيلم، ورشحت ميريل ستريب لجائزة الجولدن جلوب أفضل ممثلة في فيلم دراما عن دوره في الفيلم.

## الاستقبال النقدي
تلقى الفيلم مراجعات إيجابية عالية حيث حصل على متوسط 80% على موقع الطماطم الفاسدة بناء على 49 مراجعة ، فيما حصل على 68% على موقع ميتاكريتيك بناء على 20 صوتا، وتقييم 8,7/10 لـ25 مقيم.

## الميزانية والإيرادات
بلغت ميزانية الفيلم 23 مليون دولار أمريكي، فيما تخطت إيراداته 12 مليون دولار.

## طاقم العمل
- ميريل ستريب (لي)
- ليوناردو دي كابريو (هانك)
- روبرت دي نيرو (د.ويلي)
- ديان كيتون (بيسي)

## وصلات خارجية
- الموقع الرسمي
- مقالات تستعمل روابط فنية بلا صلة مع ويكي بيانات
- Marvin's Room at سان فرانسيسكو كرونيكل.